# بید رگ‌برگ
بید رگ‌برگ (نام علمی: Salix reticulata) نام یک گونه از سرده بید است.